# Voie béton (chemin de fer)

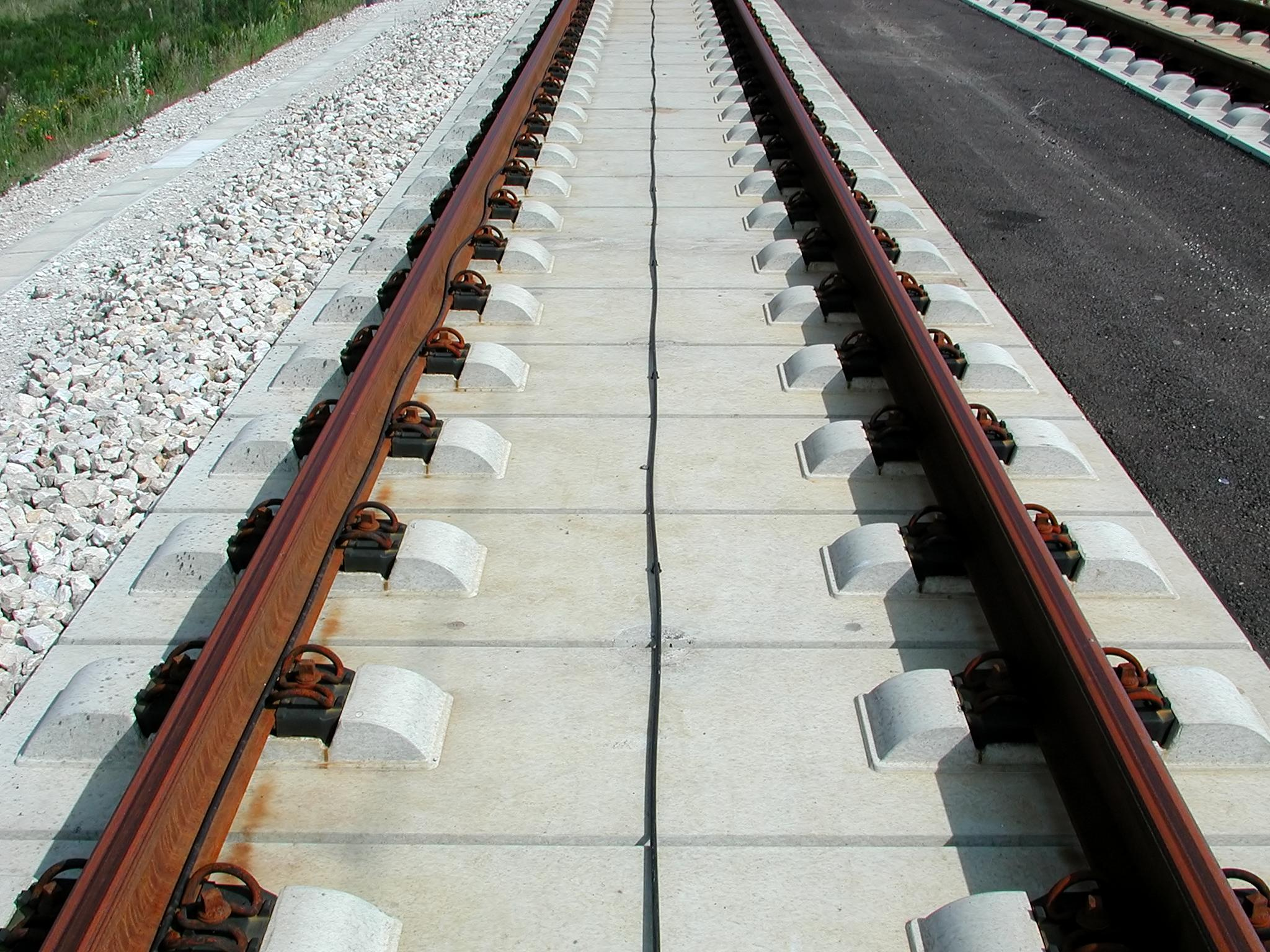
Un segment de voie béton

La voie béton est un type de voie ferrée dont le support est une dalle en béton (et non pas du ballast). Ce type de voie est surtout utilisé en tunnel, afin de faciliter l'accès des secours. Les voies bétons sont de plus en plus utilisés, y compris en extérieur, en raison de leur durabilité (près de 100 ans) et leurs faibles coûts de maintenance. En outre, ce type de voie est plus rigide qu'une voie ballastée, ce qui est un gage de sécurité pour les lignes à grande vitesse. Néanmoins, leur coût de construction et la lenteur de la pose constituent un frein au développement des voies béton. Il existe plusieurs technologies différentes.